# Cầu Long Hồ
Cầu Long Hồ là một cây cầu bắc qua đầm Thủy Triều, kết nối trung tâm phường Cam Nghĩa với bán đảo Cam Ranh thuộc thành phố Cam Ranh, tỉnh Khánh Hòa, Việt Nam.
Cầu do Hãng thầu RMK của Mỹ xây dựng trong những năm 1960 và được khánh thành vào ngày 17 tháng 4 năm 1968. Cầu gồm hai nhánh nằm song song với nhau, có chiều dài 255,9 m với 7 nhịp. Cầu Long Hồ cùng với cầu Nguyễn Văn Trỗi tại thành phố Đà Nẵng là hai cây cầu có kiến trúc vòm bằng giàn thép Poni tại Việt Nam.

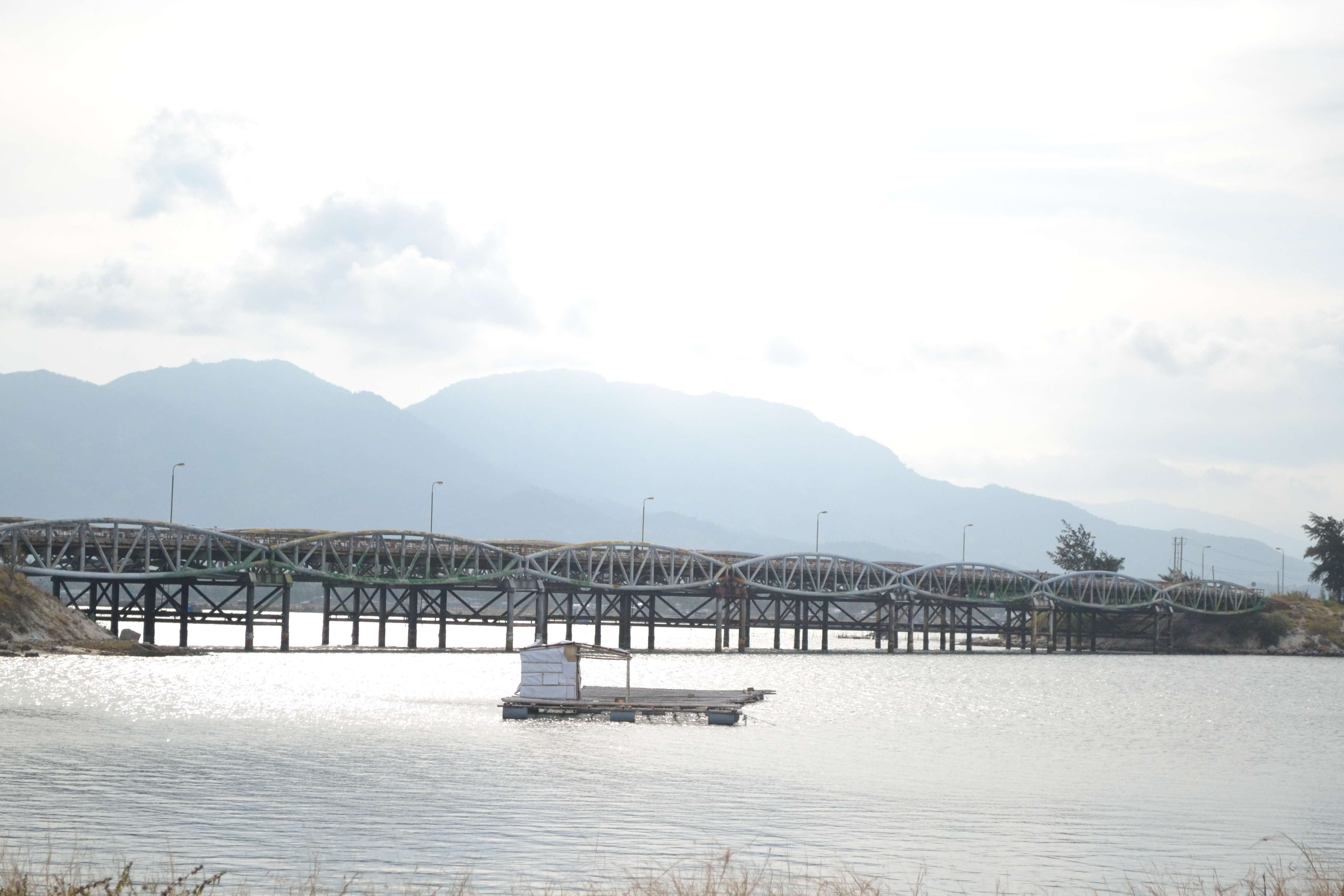
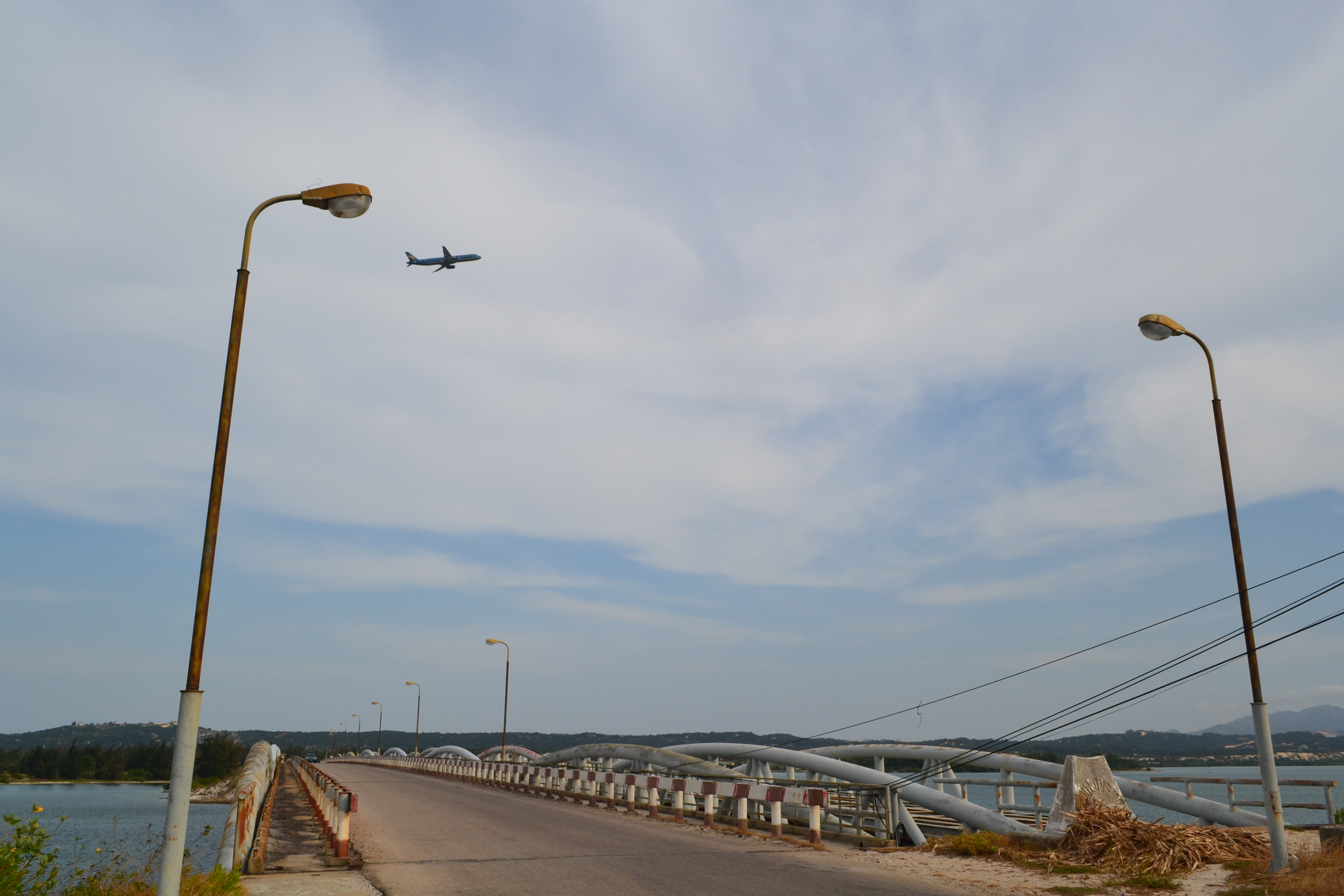
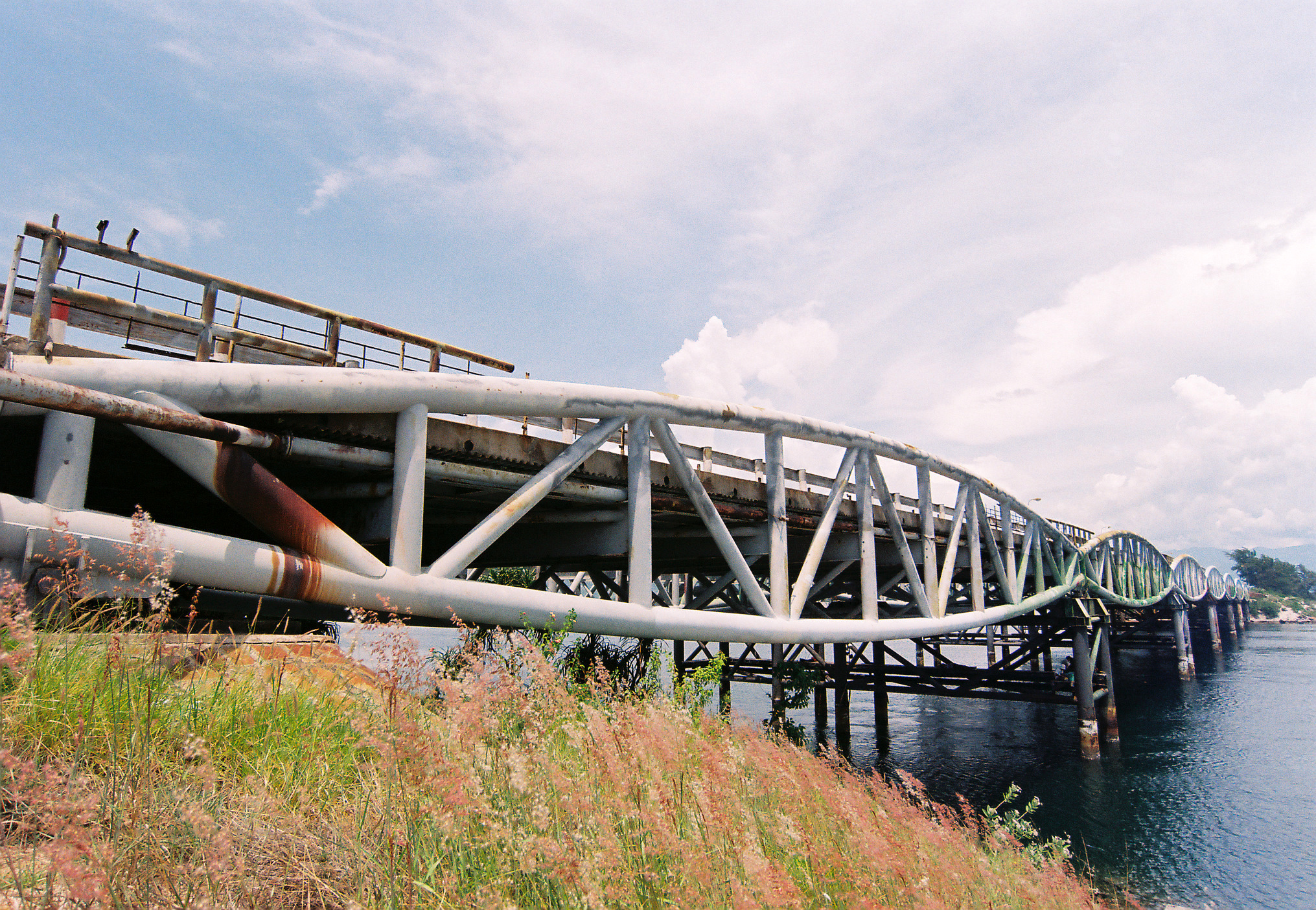